# Jules Limbeck
Jules Limbeck (Aiud, 13 ottobre 1904 – Budapest, 4 novembre 1952) è stato un calciatore e allenatore di calcio ungherese naturalizzato francese, di ruolo attaccante.

## Carriera

### Club
Di discendenza ungherese e tedesca, ma originario della parte ungherese della Romania, ha studiato presso il Gabriel Bethlen College, dove ha avuto l'opportunità di giocare per la squadra dell'istituto.
Ha iniziato la propria carriera professionistica nel 1924, vestendo la maglia del Törekvés. Successivamente, si è unito all'Ujpesti a partire dal mese di novembre per poi cambiare nuovamente squadra, finendo all'MTK Budapest. La sua carriera proseguirà poi in Austria con le maglie di Austria Vienna (1926-1927) e First Vienna (da gennaio a marzo 1928), per poi tornare in patria. Dopo aver vestito le maglie di Nagykanisza, Józsefváros e Honved, nel 1932 approda per la prima volta in Francia accasandosi al Terreaux Sports Club e poi successivamente al Lyon Olympique Universitaire. Disputerà la sua ultima stagione in Francia con indosso la maglia dell'Amiens, assumendo inoltre un ruolo da giocatore-allenatore, prima di ritirarsi nel 1935 alla Lokomotiv Mosca.

### Allenatore
La prima esperienza di Limbeck sulla panchina di un club risale al 1930, quando gli venne affidata la carica manageriale del Galatasaray, con il quale riuscì a vincere il campionato. Successivamente, nel 1933 assunse la guida tecnica dell'Olympique Lione. Dopo una sola annata approderà sulla panchina dell'Amiens e nel 1935 firmerà per la Lokomotiv Mosca. Nel 1936 approderà per la prima volta in Unione Sovietica con il ruolo di allenare lo Stal Dnipropetrovs'k. dopodiché l'Ordine del comitato pan-sindacale sovietico per la cultura dello sport decise di spostare tutte le proprie attività sportive a Tbilisi. Limbeck rimase lì fino al 1937, alla guida tecnica della Dinamo Tbilisi. Successivamente tornerà alla Lokomotiv Mosca come tecnico, lasciando l'incarico dopo pochi mesi. Nel 1938 venne nominato allenatore dell'Union Saint-Gilloise nel massimo campionato belga. Lascerà l'incarico nel 1940, unendosi in seguito al Royal Uccle Sport. Nel 1943 tornerà in Ungheria sulla panchina del Vasas, lasciando l'incarico dopo pochi mesi.

## Palmarès

### Allenatore
- Istanbul Football League: 1

Galatasaray: 1930-1931